# Abel Khaled
Abel Khaled (sinh ngày 9 tháng 11 năm 1992) là một cầu thủ bóng đá người Pháp-Algérie thi đấu ở vị trí tiền vệ tấn công cho DRB Tadjenanet ở Giải bóng đá hạng nhất quốc gia Algérie.

## Danh hiệu

### Câu lạc bộ
USM Alger
- Siêu cúp bóng đá Algérie (1): 2016